# Necrofag
Necrofag, cuvânt preluat din franceză, necrophage, desemnează ca termen generic, animalele carnivore care au ca hrană de bază cadavrele sau hoiturile altor animale. Termenul se poate diferenția în animalele care sunt total necrofage, în adevăratul sens al cuvântului, sau parțial necrofage.
Printre cele mai cunoscute animale total necrofage se numără vulturul, hiena și condorul, întrucât, în mod obișnuit
1. nu vânează, ci se hrănesc doar cu animalele vânate de alte animale sau moarte întâmplător
2. chiar dacă vânează, nu consumă animalul vânat decât după o vreme de fezandare[1]

Multe animale carnivore sunt parțial necrofage. Așa sunt, printre mamifere, lupul și celelalte canide. Insecte precum urechelnița sunt de asemenea necrofage.

## Rol biologic
Animalele necrofage reprezintă un factor esențial pentru menținerea echilibrului ecologic. Ei sunt sanitari naturali prin acțiunea lor împiedică apariția și răspândirea epidemiilor.

## Notă
1. ↑  Fezandarea este un proces de frăgezire a cărnii de vânat prin menținere la rece sau expunere la vânt mai multe zile înainte de a fi consumată.